# Expropiaciones en el Sur del Lago de 2010
El 8 de diciembre de 2010, el presidente de Venezuela, Hugo Chávez, anunció en cadena de radio y televisión una serie de medidas para enfrentar la emergencia por lluvias en varios estados del país. Dio la orden para iniciar las expropiaciones en el Sur del Lago de Maracaibo, sobre unas 43 fincas que totalizan 20.200 hectáreas en la zona, asegurando que se trata de la lucha contra el latifundio; las notificaciones del INTI en los predios incautados indican razones de interés público. 
Para este fin se movilizaron tropas del Ejército de Venezuela. Las expropiaciones provocaron notorias acciones de resistencia al gobierno de parte de los productores afectados. 

## Expropiaciones de fundos
Entre los fundos que serían intervenidos el presidente mencionó: El Boche, Olla Grande, La Carolina, La Esperanza, El Guaramito, Campo Alegre, Providencia, Mi Futuro, El Retiro y La Rosa. Denunció que en esos campos el régimen laboral estaría fuera de la ley:
"En este momento están llamando al caos porque hemos recuperado unos latifundios donde mantenían gente esclava, eso no se puede permitir, eso es contra la Constitución."

En otras declaraciones, las autoridades nacionales aclararon este punto, alegando que en las tierras existe: 
"un modelo esclavista, donde no hay contratos laborales, y lo que hay es la más brutal precarización."
Según la agencia AVN, dentro de las inspecciones que se han realizado en algunas de las fincas que serán intervenidas se ha detectado la explotación laboral de campesinos, violaciones de los derechos humanos a niños, niñas y adolescentes: “En una platanera encontramos una familia con dos niños con Síndrome de Down que eran utilizados como trabajadores jornaleros”.
Además de que se ha reportado un centenar de asesinatos de campesinos: El dirigente campesino de Colón, Álvaro Montes de Oca, comentó que los terratenientes contratan a sicarios y asesinan a los campesinos, “cuando lo único que han hecho es exigir lo que le pertenece al pueblo, que en su mayoría son tierras que se obtuvieron de manera ilícita”.
El ministro de Agricultura y Tierras, Juan Carlos Loyo, declaró que "el proceso de rescate de estos fundos está apegado a la Constitución y a la Ley de Tierras". Argumenta que en ambas legislaciones se establece la lucha contra el latifundio y se plantea que después de que se realicen las inspecciones y evaluaciones respectivas en los fundos y se evidencie que estos superen el promedio de ocupación, "el Ejecutivo tiene todo el derecho de ejecutar medidas de rescate".

### Otras medidas
El día 8 de diciembre, el presidente anunció además la creación de un Fondo de Recuperación de la Actividad Productiva, con 200 millones de bolívares para el plátano, un programa especial de producción de hortalizas para desarrollar el cultivo del tomate, el pimentón y la cebolla, y un programa especial de recuperación de la actividad productiva del cacao. Finalmente indicó que activarán un plan de acción para atender la contingencia en materia de infraestructura rural para ello hay 150 millones de bolívares. Anunció también que serían condonadas las deudas a aquellos productores agrícolas del Sur del Lago que hayan perdido sus cosechas a consecuencia de las lluvias.
"He decidido comenzar el proceso para reestructurar la deuda de los productores" (...) "aquellos que perdieron totalmente la cosecha, no van a pagar nada, así que no se preocupen. Claro vamos a evaluar parcela por parcela". (...) "La ayuda a los productores tiene que ser ayuda a los trabajadores, no solo a los dueños o a los propietarios sino también a los trabajadores que perdieron sus trabajos", acotó Chávez. "Hemos creado un fondo especial para nuevos créditos a intereses muy bajos, pero aquí tiene que acabarse la explotación de los pobres", agregó el mandatario al tiempo que agregó que "yo no voy a apoyar a los propietarios que explotan a los pendejos".

### El operativo
Para hacer cumplir las disposiciones del Ejecutivo, se movilizaron tropas del Ejército de Venezuela. Una operación cívico militar para el rescate de tierras en 47 latifundios en la subregión Sur del Lago inició oficialmente el 17 de diciembre con la participación del Ministro de Agricultura y Tierras (MAT), Juan Carlos Loyo, desde el Fuerte Caribay, ubicado en el kilómetro 9 de la carretera panamericana que conduce al Táchira. Un total de 138 efectivos militares participan en el rescate de más de 24.000 hectáreas de tierras en los estados Zulia y Mérida. En buena parte de estos predios se cultivan rubros como plátano y palma aceitera.
Más tarde, algunos campos fueron devueltos al comprobarse que pertenecían en realidad a pequeños propietarios, y el Vicepresidente de la República, Elías Jaua, afirmó que la expropiación era una medida contra los grandes propietarios absentistas. Asimismo, destacó que el INTI viene realizando estudios desde hace más de cuatro años sobre la titularidad de esas tierras, y declaró que:
"Estamos seguros de que aquí lo que hubo fue una ocupación forzosa, de que el Estado no legalizó esa situación." A lo cual agregó que: "el certificado de origen es lo único que constata que el Estado cedió las tierras legalmente, es el único documento válido", y que ya se ha acordado la realización de la valuación de las propiedades para inmediatamente realizar el pago por la expropiación.

## Protestas de los productores
Estas medidas del gobierno fueron tomadas por los productores agropecuarios, dueños y trabajadores de las fincas, como una arbitrariedad en contra de sus derechos fundamentales, su modo de vida, propiedades y puestos de trabajo, por lo que se resisten a la medida, y para ello bloquearon el paso en las carreteras para impedir la llegada de los funcionarios del gobierno y militares. Quienes se oponen a la medida la califican como una "ocupación" de tierras por parte de los organismos del estado.
El presidente de la Federación de Ganaderos del Sur del Lago (Fegalago), Jesús Iragorry, negó las acusaciones de precarización, y comparó la situación laboral de un peón de sus fincas con la de los empleados estatales venezolanos, de quienes dijo:
"Veo protestas porque no les pagan prestaciones, liquidaciones (...) Nuestros empleados cuando se quieren retirar de las fincas, se retiran y le garantizamos sus prestaciones."
La cámara patronal de productores agropecuarios, Fedeagro, criticó la medida del gobierno a través de un comunicado donde expone la situación crítica para la agricultura venezolana:
"la agricultura venezolana atraviesa una recesión severa, influida notablemente por la desacertada política comercial del Gobierno, el privilegio a las importaciones, el impacto del clima, y sobre todo, las intervenciones de la propiedad privada".
Los productores llegaron a reunirse con diputados electos de la oposición para discutir acciones para revertir al medida. El diputado Francisco Arias Cárdenas, acusó a Un Nuevo Tiempo de organizar y apropiarse de las protestas de los productores, con el objetivo de politizar y desprestigiar el tema.
Los productores tomaron la determinación de cerrar el acceso al poblado en el kilómetro 7 de la carretera Santa Bárbara, El Vigía. El Gobierno ya no alega como causa de la expropiación la improductividad sino circunstancias excepciones de interés social o utilidad pública, cuando todas las fincas son productivas.
El diputado de Copei electo a la Asamblea Nacional por el estado Táchira, Abelardo Díaz, amenazó con trancar la vía Panamericana "para darle ese mensaje al Presidente" pasando por alto la legislación. El parlamentario opositor Hermann Escarrá llamó a un paro indefinido, e incitó a salir a las calles y “demostrar la resistencia civil y la resistencia militar”. Por su parte, Díaz alegó que los productores están organizados y defenderán con la vida la propiedad privada.
Algunos de los productores en resistencia y políticos de oposición increparon al gobierno sobre si las expropiaciones tenían algo que ver con el convenio para una empresa productora de plátano en sociedad con el gobierno de Rusia. Así mismo fuentes periodísticas anunciaron que existen proyectos agrícolas en coordinación con el gobierno de Irán para la zona del Sur del Lago. Sectores de oposición también relacionan las expropiaciones con la firma de un convenio forestal en zonas rurales de Venezuela para que sean administradas por el gobierno de Bielorrusia.